# Werner Beuschlein
Werner Beuschlein (* 29. August 1908 in Karlstadt im Landkreis Main-Spessart; † 1. September 1956 in Würzburg) war ein deutscher Polizeidirektor und SS-Führer.

## Leben
Werner Beuschlein besuchte das Armin-Knab-Gymnasium in Kitzingen und nach dem Umzug nach Würzburg von 1921 bis 1926 das dortige Siebold-Gymnasium. Nach dem Abitur absolvierte er ein Studium der Rechtswissenschaften an der Julius-Maximilians-Universität Würzburg, legte die erste juristische Staatsprüfung ab und leistete den dreijährigen Vorbereitungsdienst (Referendariat), der ihn zum Amts- und Landgericht Würzburg sowie zum Bezirksamt Würzburg führte. 1931 promovierte er mit der Dissertation Die Genfer Konvention zur Verbesserung des Loses der Verwundeten und Kranken der Armeen im Felde vom 27. Juli 1929 zum Dr. jur. Im April 1933 folgte das Große juristische Staatsexamen und anschließende Verwendung in einer Anwaltskanzlei. Vom 1. Oktober 1933 bis Ende Februar 1934 war er in der Führernachwuchsgruppe der 1. Abteilung des Artillerie-Regiments 7 in Würzburg eingesetzt. Am 1. Dezember 1933 kam er als Regierungsassessor zur Regierung von Unterfranken und im Jahr darauf zum Bezirksamt Germersheim. Beuschlein nahm an mehreren Militärübungen bei verschiedenen Artillerie-Regimentern teil. 1936 wurde er zum Regierungsrat ernannt und am 1. Februar 1938  mit der kommissarischen Wahrnehmung der Aufgaben des Polizeidirektors in Kaiserslautern beauftragt. Im März 1939 wurde er dort definitiv Polizeidirektor und blieb bis zum Kriegsende in diesem Amt. Von September 1940 an musste er Kriegsdienst leisten und kam im Herbst 1944 in Rumänien in sowjetische Kriegsgefangenschaft, aus der er zum Jahresende 1953 entlassen wurde.
Beuschlein war von 1922 bis 1925 Angehöriger des Wehrvereins „Jungbayern“ in Würzburg und trat zum 1. Juli 1930 in die NSDAP (Mitgliedsnummer 267.613) ein, in der er 1932/1933 Propagandaleiter der Ortsgruppe Würzburg war. Im Mai 1932 trat er in die SS (Mitgliedsnummer 107.585) ein. Dort stieg er bis zum SS-Obersturmbannführer auf.